# Séries éliminatoires de la LPHF 2024
Année suivante
Les séries éliminatoires de la LPHF 2024 sont la partie finale de la saison de hockey sur glace de la Ligue professionnelle de hockey féminin et font suite à la saison régulière 2024. Elles débutent le 8 mai 2024.
Ce sont les premières séries éliminatoires de l'histoire de la LPHF.

## Contexte des séries
Les équipes terminant aux quatre premiers rangs du classement de la saison régulière sont qualifiées. L'équipe terminant au premier rang a l'opportunité de choisir son adversaire entre l'équipe classée au 3e rang ou celle classée au 4e rang.
Toutes les séries sont jouées au meilleur des cinq matchs : la première équipe qui gagne trois rencontres remporte la série. Les deux premiers matchs sont joués chez l'équipe la mieux classée à l'issue de la saison régulière puis les deux suivants sont joués chez l'autre équipe. Si une cinquième rencontre est nécessaire, elle est jouée chez l'équipe qui a commencé la série.
Le 6 mai 2024, l'équipe de Toronto, ayant fini première de la saison régulière 2024, décide d'affronter l'équipe du Minnesota en demi-finales, laissant les équipes de Montréal et Boston se disputer d'autre part.
Le premier match des séries éliminatoires de la LPHF 2024 a lieu le 8 mai 2024 entre Toronto et Minnesota au Coca-Cola Coliseum de Toronto.

## Tableau récapitulatif
|  | Demi-finales   | Demi-finales   | Demi-finales   | Demi-finales   |   |        | Finale de la coupe Walter | Finale de la coupe Walter | Finale de la coupe Walter | Finale de la coupe Walter |
|  |                |                |                |                |   |        |                           |                           |                           |                           |
|  | Du 8 au 17 mai | Du 8 au 17 mai | Du 8 au 17 mai | Du 8 au 17 mai |   |        | Du 19 au 29 mai           | Du 19 au 29 mai           | Du 19 au 29 mai           | Du 19 au 29 mai           |
|  | 1              | Toronto        | 2              | 2              |   |        | Du 19 au 29 mai           | Du 19 au 29 mai           | Du 19 au 29 mai           | Du 19 au 29 mai           |
|  | 1              | Toronto        | 2              | 2              |   |        | Du 19 au 29 mai           | Du 19 au 29 mai           | Du 19 au 29 mai           | Du 19 au 29 mai           |
|  | 4              | Minnesota      | 3              | 3              |   |        | Du 19 au 29 mai           | Du 19 au 29 mai           | Du 19 au 29 mai           | Du 19 au 29 mai           |
|  | 4              | Minnesota      | 3              | 3              | 3 | Boston | 2                         | 2                         |                           |                           |
|  | Du 9 au 14 mai |                |                |                | 3 | Boston | 2                         | 2                         |                           |                           |
|  |                |                | 4              | Minnesota      | 3 | 3      |                           |                           |                           |                           |
|  | 2              | Montréal       | 4              | Minnesota      | 3 | 3      | 0                         | 0                         |                           |                           |
|  | 2              | Montréal       |                |                |   |        |                           | 0                         |                           |                           |
|  | 3              | Boston         | 3              | 3              |   |        |                           |                           |                           |                           |
|  | 3              | Boston         | 3              | 3              |   |        |                           |                           |                           |                           |

## Détails des matchs

### Demi-finales

#### Toronto contre Minnesota
Comme il s'agit des premières séries éliminatoires, les équipes de Toronto et du Minnesota en sont à leur première expérience en séries éliminatoires. Ayant terminé au premier rang de la saison régulière, Toronto a le choix d'affronter en demi-finale Boston (3e rang) ou Minnesota (4e rang). Toronto choisit l'équipe du Minnesota. Son choix est probablement basé sur le fait que Minnesota a perdu ses cinq derniers matchs en saison régulière dont 4-1 contre Toronto le 1er mai. Toronto a d'ailleurs terminé la saison régulière avec quatre victoires. De son côté, Minnesota n'a accédé aux séries éliminatoires qu'à la suite de la dernière partie de la LPHF le 5 mai que l'équipe d'Ottawa se devait de gagner en temps réglementaire pour terminer 3e au classement et éliminer Minnesota des séries éliminatoires, mais Toronto a battu Ottawa 5-2 lors de cette partie. Toronto est donc l'équipe favorite pour remporter la demi-finale.
| 8 mai | Minnesota | 0-4 (0-1, 0-2, 0-1) | Toronto | Coca-Cola Coliseum 8 473 spectateurs |

| Feuille de match | Feuille de match | Feuille de match | Feuille de match | Feuille de match                                                                 |
| ---------------- | ---------------- | ---------------- | --- | -------------------------------------------------------------------------------- |
|                  |                  | 0-1 0-2 0-3 0-4  | Spooner (Miller, Munroe) — 9 min 47 s Maltais (Nurse, Fast) — 20 min 55 s Turnbull (Spooner, Larocque) — 35 min 5 s Turnbull (Miller, Fast) — 59 min 22 s | Arbitrage : Jared Cummins, Alexandra Clarke Antoine Bujold-Roux, Laura Gutauskas |
| Hensley          | Gardiens         | Campbell         | | Arbitrage : Jared Cummins, Alexandra Clarke Antoine Bujold-Roux, Laura Gutauskas |
| 4 min            | Pénalités        | 2 min            | | Arbitrage : Jared Cummins, Alexandra Clarke Antoine Bujold-Roux, Laura Gutauskas |
| 26               | Tirs             | 20               | | Arbitrage : Jared Cummins, Alexandra Clarke Antoine Bujold-Roux, Laura Gutauskas |

| 10 mai | Minnesota | 0-2 (0-0, 0-0, 0-2) | Toronto | Coca-Cola Coliseum 8 581 spectateurs |

| Feuille de match | Feuille de match | Feuille de match | Feuille de match                                                         | Feuille de match                                                           |
| ---------------- | ---------------- | ---------------- | ------------------------------------------------------------------------ | -------------------------------------------------------------------------- |
|                  |                  | 0-1 0-2          | Compher (Fast, Maltais) — 58 min 35 s Miller (Howard) — 59 min 50 s (CV) | Arbitrage : Andrew Bell, Elizabeth Mantha Dustin McCrank, Anthony Lapointe |
| Rooney           | Gardiens         | Campbell         |                                                                          | Arbitrage : Andrew Bell, Elizabeth Mantha Dustin McCrank, Anthony Lapointe |
| 6 min            | Pénalités        | 8 min            |                                                                          | Arbitrage : Andrew Bell, Elizabeth Mantha Dustin McCrank, Anthony Lapointe |
| 21               | Tirs             | 30               |                                                                          | Arbitrage : Andrew Bell, Elizabeth Mantha Dustin McCrank, Anthony Lapointe |

| 13 mai | Toronto | 0-2 (0-0, 0-2, 0-0) | Minnesota | Xcel Energy Center 3 344 spectateurs |

| Feuille de match | Feuille de match | Feuille de match | Feuille de match                                                                       | Feuille de match                                                       |
| ---------------- | ---------------- | ---------------- | -------------------------------------------------------------------------------------- | ---------------------------------------------------------------------- |
|                  |                  | 0-1 0-2          | Flaherty (Schepers, Butorac) — 22 min 12 s Křížová (Schepers, Stecklein) — 28 min 39 s | Arbitrage : Jordan Deckard, Jack Hennigan Greg Offerman, Kirsten Welsh |
| Campbell         | Gardiens         | Rooney           |                                                                                        | Arbitrage : Jordan Deckard, Jack Hennigan Greg Offerman, Kirsten Welsh |
| 8 min            | Pénalités        | 4 min            |                                                                                        | Arbitrage : Jordan Deckard, Jack Hennigan Greg Offerman, Kirsten Welsh |
| 18               | Tirs             | 26               |                                                                                        | Arbitrage : Jordan Deckard, Jack Hennigan Greg Offerman, Kirsten Welsh |

| 15 mai | Toronto | 0-1 (2 pr) (0-0, 0-0, 0-0, 0-0, 0-1) | Minnesota | Xcel Energy Center 2 766 spectateurs |

| Feuille de match | Feuille de match | Feuille de match | Feuille de match                         | Feuille de match                                                     |
| ---------------- | ---------------- | ---------------- | ---------------------------------------- | -------------------------------------------------------------------- |
|                  |                  | 0-1              | Butorac (Schepers, Jaques) — 84 min 27 s | Arbitrage : David Elford, Grace Barlow Kirsten Welsh, Dustin McCrank |
| Campbell         | Gardiens         | Rooney           |                                          | Arbitrage : David Elford, Grace Barlow Kirsten Welsh, Dustin McCrank |
| 6 min            | Pénalités        | 4 min            |                                          | Arbitrage : David Elford, Grace Barlow Kirsten Welsh, Dustin McCrank |
| 19               | Tirs             | 29               |                                          | Arbitrage : David Elford, Grace Barlow Kirsten Welsh, Dustin McCrank |

| 17 mai | Minnesota | 4-1 (0-0, 1-1, 3-0) | Toronto | Coca-Cola Coliseum 8 501 spectateurs |

| Feuille de match | Feuille de match | Feuille de match    | Feuille de match                     | Feuille de match                                                       |
| ---------------- | --- | ------------------- | ------------------------------------ | ---------------------------------------------------------------------- |
|                  | Křížová (Pannek, Jaques) — 27 min 29 s (SN) Heise (Stecklein, Coyne Schofield) — 48 min 30 s (SN) Kunin (Boreen, Stecklein) — 58 min 48 s (CV) Heise (Coyne Schofield, Jaques) — 59 min 45 s (CV) | 1-0 1-1 2-1 3-1 4-1 | Leslie (Bach, Flanagan) — 28 min 7 s | Arbitrage : Jared Cummins, Jake Kamrass Anthony Lapointe, Shawn Oliver |
| Rooney           | Gardiens | Campbell            |                                      | Arbitrage : Jared Cummins, Jake Kamrass Anthony Lapointe, Shawn Oliver |
| 2 min            | Pénalités | 6 min               |                                      | Arbitrage : Jared Cummins, Jake Kamrass Anthony Lapointe, Shawn Oliver |
| 31               | Tirs | 28                  |                                      | Arbitrage : Jared Cummins, Jake Kamrass Anthony Lapointe, Shawn Oliver |

#### Montréal contre Boston
Tout comme les équipes de Toronto et du Minnesota, les équipes de Montréal et de Boston en sont à leur première expérience en séries éliminatoires. Durant la saison régulière, les deux équipes se sont rencontrées quatre fois et ont chacune gagné deux matchs. Ayant terminé la saison régulière au 2e rang, Montréal est l'équipe favorite pour remporter la demi-finale.
| 9 mai | Boston | 2-1 (pr) (0-0, 1-0, 0-1, 0-1) | Montréal | Place Bell 9 135 spectateurs |

| Feuille de match | Feuille de match                                                                | Feuille de match | Feuille de match                           | Feuille de match                                              |
| ---------------- | ------------------------------------------------------------------------------- | ---------------- | ------------------------------------------ | ------------------------------------------------------------- |
|                  | Adzija (Shirley, Marvin) — 41 min 48 s Tapani (Schafzahl, Keller) — 74 min 25 s | 0-1 1-1 2-1      | O'Neill (Stacey, Murphy) — 21 min 7 s (SN) | Arbitrage : Lacey Senuk, David Elford Erin Zach, Shawn Oliver |
| Frankel          | Gardiens                                                                        | Desbiens         |                                            | Arbitrage : Lacey Senuk, David Elford Erin Zach, Shawn Oliver |
| 10 min           | Pénalités                                                                       | 4 min            |                                            | Arbitrage : Lacey Senuk, David Elford Erin Zach, Shawn Oliver |
| 26               | Tirs                                                                            | 54               |                                            | Arbitrage : Lacey Senuk, David Elford Erin Zach, Shawn Oliver |

| 11 mai | Boston | 2-1 (3 pr) (1-0, 0-1, 0-0, 0-0, 0-0, 1-0) | Montréal | Place Bell 9 135 spectateurs |

| Feuille de match | Feuille de match                                               | Feuille de match | Feuille de match                             | Feuille de match                                              |
| ---------------- | -------------------------------------------------------------- | ---------------- | -------------------------------------------- | ------------------------------------------------------------- |
|                  | Pelkey — 6 min 48 s Wenczkowski (Morin, Marvin) — 111 min 44 s | 1-0 1-1 2-1      | O'Neill (Murphy, Ambrose) — 21 min 58 s (SN) | Arbitrage : Lacey Senuk, David Elford Erin Zach, Shawn Oliver |
| Frankel          | Gardiens                                                       | Desbiens         |                                              | Arbitrage : Lacey Senuk, David Elford Erin Zach, Shawn Oliver |
| 10 min           | Pénalités                                                      | 4 min            |                                              | Arbitrage : Lacey Senuk, David Elford Erin Zach, Shawn Oliver |
| 52               | Tirs                                                           | 57               |                                              | Arbitrage : Lacey Senuk, David Elford Erin Zach, Shawn Oliver |

| 14 mai | Montréal | 2-3 (pr) (1-0, 1-0, 0-2, 0-1) | Boston | Centre Tsongas 2 781 spectateurs |

| Feuille de match | Feuille de match                                                                       | Feuille de match    | Feuille de match | Feuille de match                                                          |
| ---------------- | -------------------------------------------------------------------------------------- | ------------------- | --- | ------------------------------------------------------------------------- |
|                  | Poulin (Grant-Mentis, Bizal) — 15 min 39 s Murphy (Poulin, Ambrose) — 33 min 35 s (SN) | 1-0 2-0 2-1 2-2 2-3 | Shirley (Pelkey, Morin) — 47 min 6 s Pelkey (Brandt, Keller) — 56 min 17 s (IN) Tapani (Müller, Schafzahl) — 61 min 2 s | Arbitrage : Béatrice Fortin, Jake Kamrass Patrick Dapuzzo, Jeremy Faucher |
| Desbiens         | Gardiens                                                                               | Frankel             | | Arbitrage : Béatrice Fortin, Jake Kamrass Patrick Dapuzzo, Jeremy Faucher |
| 4 min            | Pénalités                                                                              | 6 min               | | Arbitrage : Béatrice Fortin, Jake Kamrass Patrick Dapuzzo, Jeremy Faucher |
| 34               | Tirs                                                                                   | 24                  | | Arbitrage : Béatrice Fortin, Jake Kamrass Patrick Dapuzzo, Jeremy Faucher |

### Finale de la coupe Walter
| 19 mai | Minnesota | 3-4 (1-1, 2-3, 0-0) | Boston | Centre Tsongas 4 508 spectateurs |

| Feuille de match | Feuille de match | Feuille de match            | Feuille de match | Feuille de match                                                             |
| ---------------- | --- | --------------------------- | --- | ---------------------------------------------------------------------------- |
|                  | Cava (Heise, Buchbinder) — 4 min 38 s Heise (Cava, Channell) — 28 min 4 s Cava (Heise, Coyne Schofield) — 37 min 10 s | 1-0 1-1 2-1 2-2 2-3 3-3 3-4 | Tapani (Brown, Keller) — 7 min 8 s Wenczkowski (Marvin) — 32 min 50 s Brandt (Brown, Keller) — 35 min 11 s Healey — 37 min 25 s | Arbitrage : Jack Hennigan, Alex Lepkowski Antoine Bujold-Roux, Greg Offerman |
| Rooney           | Gardiens | Frankel                     | | Arbitrage : Jack Hennigan, Alex Lepkowski Antoine Bujold-Roux, Greg Offerman |
| 0 min            | Pénalités | 6 min                       | | Arbitrage : Jack Hennigan, Alex Lepkowski Antoine Bujold-Roux, Greg Offerman |
| 33               | Tirs | 22                          | | Arbitrage : Jack Hennigan, Alex Lepkowski Antoine Bujold-Roux, Greg Offerman |

| 21 mai | Minnesota | 3-0 (2-0, 0-0, 1-0) | Boston | Centre Tsongas 4 543 spectateurs |

| Feuille de match | Feuille de match                                                                                 | Feuille de match | Feuille de match | Feuille de match |
| ---------------- | ------------------------------------------------------------------------------------------------ | ---------------- | ---------------- | ---------------- |
|                  | Cava (Channell) — 14 min 25 s Jaques (Schepers, Butorac) — 16 min 21 s Jaques — 57 min 31 s (CV) | 1-0 2-0 3-0      |                  |                  |
| Hensley          | Gardiens                                                                                         | Frankel          |                  |                  |
| 8 min            | Pénalités                                                                                        | 4 min            |                  |                  |
| 23               | Tirs                                                                                             | 20               |                  |                  |

| 24 mai | Boston | 1-4 (0-2, 1-0, 0-2) | Minnesota | Xcel Energy Center 9 054 spectateurs |

| Feuille de match | Feuille de match | Feuille de match    | Feuille de match                       | Feuille de match                                                      |
| ---------------- | --- | ------------------- | -------------------------------------- | --------------------------------------------------------------------- |
|                  | Heise (Cava) — 59 s Brodt (Fleming, Pannek) — 17 min 38 s Cava (Heise) — 43 min 29 s Zumwinkle — 56 min 10 s (IN + CV) | 0-1 0-2 1-2 1-3 1-4 | Müller (Tapani, Rattray) — 39 min 58 s | Arbitrage : Jake Kamrass, Grace Barlow Shawn Oliver, Anthony Lapointe |
| Frankel          | Gardiens | Hensley             |                                        | Arbitrage : Jake Kamrass, Grace Barlow Shawn Oliver, Anthony Lapointe |
| 2 min            | Pénalités | 4 min               |                                        | Arbitrage : Jake Kamrass, Grace Barlow Shawn Oliver, Anthony Lapointe |
| 19               | Tirs | 25                  |                                        | Arbitrage : Jake Kamrass, Grace Barlow Shawn Oliver, Anthony Lapointe |

| 26 mai | Boston | 1-0 (0-0, 0-0, 0-0, 0-0, 1-0) | Minnesota | Xcel Energy Center 13 104 spectateurs |

| Feuille de match | Feuille de match                 | Feuille de match | Feuille de match | Feuille de match                                                              |
| ---------------- | -------------------------------- | ---------------- | ---------------- | ----------------------------------------------------------------------------- |
|                  | Müller (Schafzahl) — 98 min 36 s | 1-0              |                  | Arbitrage : Jared Cummins, Jack Hennigan Laura Gutauskas, Antoine Bujold-Roux |
| Frankel          | Gardiens                         | Hensley          |                  | Arbitrage : Jared Cummins, Jack Hennigan Laura Gutauskas, Antoine Bujold-Roux |
| 10 min           | Pénalités                        | 8 min            |                  | Arbitrage : Jared Cummins, Jack Hennigan Laura Gutauskas, Antoine Bujold-Roux |
| 33               | Tirs                             | 33               |                  | Arbitrage : Jared Cummins, Jack Hennigan Laura Gutauskas, Antoine Bujold-Roux |

| 29 mai | Minnesota | 3-0 (0-0, 1-0, 2-0) | Boston | Centre Tsongas 6 309 spectateurs |

| Feuille de match | Feuille de match | Feuille de match | Feuille de match | Feuille de match |
| ---------------- | --- | ---------------- | ---------------- | ---------------- |
|                  | Schepers (Brodt, Channell) — 26 min 14 s Cava (Channell, Heise) — 48 min 8 s Coyne Schofield (Cava, Buchbinder) — 57 min 54 s (CV) | 1-0 2-0 3-0      |                  |                  |
| Hensley          | Gardiens | Frankel          |                  |                  |
| 2 min            | Pénalités | 4 min            |                  |                  |
| 44               | Tirs | 17               |                  |                  |

### Feuilles de match
Les feuilles de match sont issues du site officiel en français de la Ligue professionnelle de hockey féminin : https://www.thepwhl.com/fr

#### Demi-finales
1. ↑  Minnesota - Toronto 8/5/2024
2. ↑  Minnesota - Toronto 10/5/2024
3. ↑  Toronto - Minnesota 13/5/2024
4. ↑  Toronto - Minnesota 15/5/2024
5. ↑  Minnesota - Toronto 17/5/2024
6. ↑  Boston - Montréal 9/5/2024
7. ↑  Boston - Montréal 11/5/2024
8. ↑  Boston - Montréal 14/5/2024

#### Finale
1. ↑  Minnesota - Boston 19/5/2024
2. ↑  Minnesota - Boston 21/5/2024
3. ↑  Boston - Minnesota 24/5/2024
4. ↑  Boston - Minnesota 26/5/2024
5. ↑  Minnesota - Boston 29/5/2024